# École des cadres d'Uriage
L'École des cadres d'Uriage è stata una scuola di formazione istituita nel 1940 durante il regime di Pétain con sede in un castello vicino a Grenoble, in Francia.
Obiettivo della scuola era formare le nuove élite francesi, le quali avrebbero dovuto guidare e ispirare la "rivoluzione nazionale" auspicata dallo stesso Pétain così da poter rialzare le sorti della Francia a seguito della decadenza della Terza Repubblica. L'organizzatore di tale scuola fu Pierre Dunoyer de Segonzac che individuò la sede e organizzò le attività didattiche. Tale scuola venne chiusa dal 1º gennaio 1943.
L'écola nationale des cadres d'Uriage è l'antesignana dell'ENA - école Nationale d'Administration, fondata nel 1945.